# لوردانا ببوچ
لوردانا ببوچ (به انگلیسی: Loredana Boboc) ژیمناست زادهٔ ۱۲ مهٔ ۱۹۸۴ میلادی اهل کشور رومانی است.